# Giải bóng đá trong nhà vô địch quốc gia 2016
Giải bóng đá trong nhà vô địch quốc gia 2016 là sự kiện lần thứ 10 của Giải bóng đá trong nhà vô địch quốc gia, do VFF tổ chức.

## Số đội tham gia
Có 11 đội tham gia giải đấu, bao gồm:
- Hải Phương Nam, Phú Nhuận (gọi tắt là  Hải Phương Nam).
- Bệnh viện An Phước, Bình Thuận (gọi tắt là  An Phước).
- Cao Bằng.
- Sài Gòn F.C..
- V&V Quảng Nam.
- Hoàng Thư, Đà Nẵng (gọi tắt là  Hoàng Thư).
- Tân Hiệp Hưng.
- Sanatech Khánh Hòa (gọi tắt là  Sanatech KH).
- Thái Sơn Nam.
- Thái Sơn Bắc.
- Sanna Khánh Hòa (gọi tắt là  Sanna KH).

## Địa điểm thi đấu
- Nhà thi đấu thể dục thể thao tỉnh Quảng Nam (TP. Tam Kỳ).
- Cung thể thao Tiên Sơn, quận Hải Châu, TP. Đà Nẵng.
- Nhà thi đấu Lãnh Binh Thăng, quận 11, TP. HCM.

| Việt Nam                                    | Việt Nam |
| ------------------------------------------- | --- |
| Nhà thi đấu thể dục thể thao tỉnh Quảng Nam | Nhà thi đấu · Lãnh Binh ThăngNhà thi đấu · Quảng NamCung thể thao · Tiên SơnGiải bóng đá trong nhà vô địch quốc gia 2016 (Việt Nam) |
| Cung thể thao Tiên Sơn                      | Nhà thi đấu · Lãnh Binh ThăngNhà thi đấu · Quảng NamCung thể thao · Tiên SơnGiải bóng đá trong nhà vô địch quốc gia 2016 (Việt Nam) |
| Nhà thi đấu Lãnh Binh Thăng                 | Nhà thi đấu · Lãnh Binh ThăngNhà thi đấu · Quảng NamCung thể thao · Tiên SơnGiải bóng đá trong nhà vô địch quốc gia 2016 (Việt Nam) |

## Tư cách cầu thủ
- Các cầu thủ từ 16 tuổi trở lên.
- Có giấy khám sức khoẻ do cơ quan y tế cấp tỉnh (thành phố), ngành trở lên xác nhận đủ sức khoẻ để thi đấu bóng đá.
- Không trong thời gian bị kỷ luật cấm thi đấu theo quyết định của Liên đoàn bóng đá Việt Nam hoặc quyết định của đội đã được LĐBĐVN chấp thuận.
- Những cầu thủ đã đăng ký thi đấu tại giải bóng đá Cúp Quốc gia, Hạng Nhất Quốc gia và Vô địch Quốc gia năm 2016 không được đăng ký thi đấu tại giải.
- Được đội đưa vào danh sách đăng ký thi đấu theo quy định của Quy chế bóng đá ngoài chuyên nghiệp và được Liên đoàn bóng đá Việt Nam xác nhận đủ tư cách thi đấu.

## Thể thức thi đấu
- Giai đoạn 1: Sáu đội có thứ hạng cao nhất tại Giải bóng đá trong nhà vô địch quốc gia 2015 được đặt cách, không tham gia giai đoạn này, bao gồm: Sanna Khánh Hòa, Thái Sơn Bắc, Thái Sơn Nam, Sanatech KH, Tân Hiệp Hưng, Hoàng Thư. Năm đội còn lại thi đấu vòng tròn một lượt để tính điểm, xếp hạng. Hai đội có thành tích tốt nhất sẽ tham dự Giai đoạn 2 của giải.
- Giai đoạn 2: Tám đội (sáu đội được đặt cách, tiến thẳng đến giai đoạn này và hai đội có thành tích tốt nhất ở Giai đoạn 1) thi đấu vòng tròn hai lượt (lượt đi và lượt về) để tính điểm, xếp hạng.

| Đội tiến thẳng đến Giai đoạn 2 (Hạt giống)                                                        | Đội tham gia Giai đoạn 1                                       |
| ------------------------------------------------------------------------------------------------- | -------------------------------------------------------------- |
| Sanna Khánh Hòa (đương kim vô địch) Thái Sơn Bắc Thái Sơn Nam Sanatech KH Tân Hiệp Hưng Hoàng Thư | An Phước Cao Bằng1 Hải Phương Nam Sài Gòn F.C.1 V&V Quảng Nam1 |

Chú thích
1 Đội lần đầu tiên tham gia giải.

### Cách tính điểm, xếp hạng:
- Đội thắng: 3 điểm
- Đội hòa: 1 điểm
- Đội thua: 0 điểm
- Tính tổng số điểm của các đội đạt được để xếp thứ hạng.
- Nếu có từ hai đội trở lên bằng điểm nhau, thứ hạng các đội sẽ được xác định như sau: trước hết sẽ tính kết quả của các trận đấu giữa các Đội đó với nhau theo thứ tự:

1. Tổng số điểm.
2. Hiệu số của tổng số bàn thắng trừ tổng số bàn thua.
3. Tổng số bàn thắng.

- Trường hợp các chỉ số trên bằng nhau, BTC sẽ tiếp tục xét các chỉ số của tất cả các trận đấu trong giải theo thứ tự:

1. Hiệu số của tổng số bàn thắng trừ tổng số bàn thua.
2. Tổng số bàn thắng.

Nếu các chỉ số vẫn bằng nhau, BTC sẽ tổ chức bốc thăm để xác định thứ hạng của các đội (trong trường hợp chỉ có hai đội có các chỉ số trên bằng nhau và còn thi đấu trên sân thì sẽ tiếp tục thì đá luân lưu 6m để xác định đội xếp trên). Trong trường hợp việc xác định thứ hạng của các đội bằng điểm nhau có ý nghĩa quyết định đến vị trí xếp thứ nhất, nhì, … BTC có thể tổ chức thêm trận đấu loại trực tiếp (Play-off) giữa các đội để xác định thứ hạng. Thời gian và địa điểm tổ chức trận đấu do BTC giải quyết định.
- Tại các trận thi đấu loại trực tiếp, nếu sau hai hiệp thi đấu chính thức, hai đội có tỷ số hoà thì sẽ thi đá luân lưu 6m để xác định đội thắng.[1]

## Thời gian giải đấu
| Giai đoạn          | Sự kiện               | Lượt đấu           | Đợt thi đấu           | Địa điểm                | Ngày                             |
| ------------------ | --------------------- | ------------------ | --------------------- | ----------------------- | -------------------------------- |
| 1 (Vòng loại)      | Bốc thăm lịch thi đấu |                    |                       | NTĐ TDTT tỉnh Quảng Nam | 17 tháng 3 năm 2016              |
| 1 (Vòng loại)      | Thi đấu               | Vòng tròn một lượt | Toàn bộ vòng đấu      | NTĐ TDTT tỉnh Quảng Nam | 18 – 22 tháng 3 năm 2016         |
| 2 (Vòng chung kết) | Bốc thăm lịch thi đấu |                    |                       | NTĐ TDTT tỉnh Quảng Nam | 28 tháng 3 năm 2016              |
| 2 (Vòng chung kết) | Thi đấu               | Lượt đi            | Hai lượt đấu đầu tiên | NTĐ TDTT tỉnh Quảng Nam | 29 tháng 3 – 10 tháng 4 năm 2016 |
| 2 (Vòng chung kết) | Thi đấu               | Lượt đi            | Các lượt đấu còn lại  | Cung thể thao Tiên Sơn  | 29 tháng 3 – 10 tháng 4 năm 2016 |
| 2 (Vòng chung kết) | Thi đấu               | Lượt về            | Toàn bộ vòng đấu      | NTĐ Lãnh Binh Thăng     | 7 – 20 tháng 5 năm 2016          |

## Giai đoạn 1
- Giai đoạn 1 hay còn gọi là Vòng loại của Giải futsal vô địch quốc gia 2016 chọn ra 2 đội có thành tích thi đấu tốt nhất để tiến đến Giai đoạn 2 (Vòng chung kết) của mùa giải.
- Vào lúc 14 giờ 30, ngày 17 tháng 3 năm 2016 tại Nhà thi đấu TDTT tỉnh Quảng Nam, Ban tổ chức đã công bố thời gian thi đấu cho vòng loại của mùa giải.[2]
Thời gian khai mạc Giai đoạn 1: 16 giờ 30, ngày 18 tháng 3 năm 2016.
- Tất cả các trận đấu được tổ chức tại Nhà thi đấu thể dục thể thao tỉnh Quảng Nam.
- Thời gian được liệt kê theo giờ Việt Nam (UTC+7:00).

|  | Các đội giành quyền vào Vòng chung kết |

| VT | Đội               | ST | T | H | B | BT | BB | HS  | Đ | Chú thích |
| -- | ----------------- | -- | - | - | - | -- | -- | --- | - | --------- |
| 1  | Sài Gòn F.C.      | 4  | 3 | 0 | 1 | 13 | 8  | +5  | 9 | CK        |
| 2  | Cao Bằng          | 4  | 3 | 0 | 1 | 16 | 6  | +10 | 9 | CK        |
| 3  | Hải Phương Nam    | 4  | 2 | 0 | 2 | 14 | 11 | +3  | 6 |           |
| 4  | V&V Quảng Nam (H) | 4  | 1 | 0 | 3 | 4  | 15 | −11 | 3 |           |
| 5  | An Phước          | 4  | 1 | 0 | 3 | 11 | 18 | −7  | 3 |           |

1. 1 2  Xếp hạng bởi thành tích đối đầu (Sài Gòn F.C.: 3 điểm; Cao Bằng: 0 điểm).
2. 1 2  Xếp hạng bởi thành tích đối đầu (V&V Quảng Nam: 3 điểm; An Phước: 0 điểm).

| Hải Phương Nam | 3–4     | Sài Gòn F.C. |
| -------------- | ------- | ------------ |
|                | Youtube |              |

| V&V Quảng Nam | 3–2     | An Phước |
| ------------- | ------- | -------- |
|               | Youtube |          |

| Sài Gòn F.C. | 6–1     | V&V Quảng Nam |
| ------------ | ------- | ------------- |
|              | Youtube |               |

| Cao Bằng | 3–2     | Hải Phương Nam |
| -------- | ------- | -------------- |
|          | Youtube |                |

| Hải Phương Nam | 7–4     | An Phước |
| -------------- | ------- | -------- |
|                | Youtube |          |

| Sài Gòn F.C. | 2–1     | Cao Bằng |
| ------------ | ------- | -------- |
|              | Youtube |          |

| Cao Bằng | 5–0     | V&V Quảng Nam |
| -------- | ------- | ------------- |
|          | Youtube |               |

| An Phước | 3–1     | Sài Gòn F.C. |
| -------- | ------- | ------------ |
|          | Youtube |              |

| An Phước | 2–7     | Cao Bằng |
| -------- | ------- | -------- |
|          | Youtube |          |

| V&V Quảng Nam | 0–2     | Hải Phương Nam |
| ------------- | ------- | -------------- |
|               | Youtube |                |

| Hai đội dẫn đầu vòng loại                                                        |
| -------------------------------------------------------------------------------- |
| · Sài Gòn F.C. và Cao Bằng · Sài Gòn F.C.: lần đầu tiên · Cao Bằng: lần đầu tiên |

## Giai đoạn 2
- Giai đoạn 2 hay còn gọi là Vòng Chung kết của Giải futsal vô địch quốc gia 2016 thi đấu theo thể thức vòng tròn hai lượt (lượt đi và lượt về). Đội có thành tích tốt nhất sau các lượt đi và lượt về sẽ giành chức vô địch của mùa giải kèm tiền thưởng 80 000 000 đồng Việt Nam.
- Ban tổ chức đã công bố thời gian thi đấu cho vòng chung kết của mùa giải vào ngày 28 tháng 3 năm 2016 tại Nhà thi đấu TDTT tỉnh Quảng Nam.[3]
Thời gian khai mạc Giai đoạn 2: 15 giờ 30, ngày 2 tháng 4 năm 2016 tại Cung thể thao Tiên Sơn, TP. Đà Nẵng.
- Các trận đấu được tổ chức tại:

1. Nhà thi đấu thể dục thể thao tỉnh Quảng Nam (thành phố Tam Kỳ)
2. Cung thể thao Tiên Sơn (quận Hải Châu, Đà Nẵng)
3. Nhà thi đấu Lãnh Binh Thăng (Quận 11, Thành phố Hồ Chí Minh)

- Thời gian được liệt kê theo giờ Việt Nam (UTC+7:00).

| VT | Đội           | ST | T  | H | B  | BT | BB | HS  | Đ  | Đủ điều kiện tham gia                   |  |     |     |     |     |     |     |     |     |
| -- | ------------- | -- | -- | - | -- | -- | -- | --- | -- | --------------------------------------- |  | --- | --- | --- | --- | --- | --- | --- | --- |
| 1  | Thái Sơn Nam  | 14 | 10 | 3 | 1  | 56 | 22 | +34 | 33 | Cúp câu lạc bộ châu Á '17               |  | —   | 2–1 | 1–1 | 4–1 | 4–4 | 9–1 | 2–3 | 7–2 |
| 2  | Sanna KH      | 14 | 8  | 3 | 3  | 39 | 28 | +11 | 27 | Cúp câu lạc bộ Đông Nam Á '17           |  | 1–1 | —   | 4–2 | 0–0 | 4–1 | 2–5 | 4–2 | 4–1 |
| 3  | Sanatech KH   | 14 | 6  | 2 | 6  | 44 | 35 | +9  | 20 | Giai đoạn 2 – Giải vô địch quốc gia '17 |  | 1–4 | 3–6 | —   | 5–4 | 2–1 | 5–1 | 7–1 | 2–3 |
| 4  | Tân Hiệp Hưng | 14 | 5  | 5 | 4  | 50 | 37 | +13 | 20 | Giai đoạn 2 – Giải vô địch quốc gia '17 |  | 2–3 | 9–4 | 1–1 | —   | 8–4 | 5–2 | 3–3 | 1–1 |
| 5  | Cao Bằng      | 14 | 4  | 4 | 6  | 40 | 50 | −10 | 16 | Giai đoạn 2 – Giải vô địch quốc gia '17 |  | 2–5 | 0–2 | 1–7 | 5–5 | —   | 1–0 | 1–1 | 6–0 |
| 6  | Thái Sơn Bắc  | 14 | 5  | 1 | 8  | 34 | 45 | −11 | 16 | Giai đoạn 2 – Giải vô địch quốc gia '17 |  | 1–5 | 1–4 | 2–1 | 4–0 | 3–3 | —   | 3–1 | 2–3 |
| 7  | Sài Gòn F.C.  | 14 | 4  | 3 | 7  | 39 | 46 | −7  | 15 | Giai đoạn 1 – Giải vô địch quốc gia '17 |  | 1–3 | 1–1 | 2–7 | 0–4 | 7–8 | 5–2 | —   | 3–1 |
| 8  | Hoàng Thư     | 14 | 3  | 1 | 10 | 20 | 59 | −39 | 10 | Giai đoạn 1 – Giải vô địch quốc gia '17 |  | 1–6 | 0–2 | 4–0 | 1–7 | 2–3 | 1–7 | 0–9 | —   |

1. 1 2  Xếp hạng bởi thành tích đối đầu (Sanatech Khánh Hòa: 4 điểm; Tân Hiệp Hưng: 1 điểm)
2. 1 2  Xếp hạng bởi thành tích đối đầu (Cao Bằng: 3 điểm; Thái Sơn Bắc: 0 điểm)

### Xếp hạng theo từng vòng
| Đội \ Vòng đấu  | 1 | 2 | 3 | 4 | 5 | 6 | 7 | 8 | 9 | 10 | 11 | 12 | 13 | 14 |
| --------------- | - | - | - | - | - | - | - | - | - | -- | -- | -- | -- | -- |
| Sanna KH        | 4 | 1 | 1 | 1 | 1 | 2 | 2 | 2 | 2 | 2  | 2  | 2  | 2  | 2  |
| Thái Sơn Bắc    | 8 | 6 | 5 | 7 | 5 | 8 | 6 | 5 | 7 | 6  | 3  | 6  | 6  | 6  |
| Thái Sơn Nam    | 1 | 2 | 3 | 2 | 2 | 1 | 1 | 1 | 1 | 1  | 1  | 1  | 1  | 1  |
| Sanatech KH     | 5 | 8 | 7 | 5 | 6 | 3 | 4 | 6 | 8 | 3  | 4  | 3  | 3  | 3  |
| Tân Hiệp Hưng   | 3 | 4 | 8 | 8 | 8 | 5 | 7 | 7 | 3 | 4  | 5  | 4  | 4  | 4  |
| Tây Ninh Futsal | 7 | 7 | 6 | 3 | 4 | 6 | 8 | 8 | 6 | 8  | 8  | 8  | 8  | 8  |
| Sài Gòn F.C.    | 6 | 5 | 2 | 4 | 3 | 7 | 3 | 4 | 5 | 7  | 7  | 7  | 7  | 7  |
| Cao Bằng        | 2 | 3 | 4 | 6 | 7 | 4 | 5 | 3 | 4 | 5  | 6  | 5  | 5  | 5  |

Cập nhật lần cuối: 20 tháng 5 năm 2016
Nguồn: 
Ghi chú
- Xếp hạng các đội cùng điểm sau Lượt đi

| XH1/XH2 | CLB          | TT1 | TT1 | TT1 | TT2 | TT2 | Đ2 |
| XH1/XH2 | CLB          | Đ   | HS  | BT  | HS  | BT  | Đ2 |
| ------- | ------------ | --- | --- | --- | --- | --- | -- |
| 1/4     | Sanatech KH  | 3   | 0   | 3   |     |     | 9  |
| 2/5     | Cao Bằng     | 3   | 0   | 2   | +3  |     | 9  |
| 3/6     | Thái Sơn Bắc | 3   | 0   | 2   | –5  |     | 9  |

### Lượt đi
| Sài Gòn F.C. | 0–4     | Tân Hiệp Hưng                                                                |
| ------------ | ------- | ---------------------------------------------------------------------------- |
|              | Youtube | Đặng Anh Tài 6' · Cổ Trí Kiệt 7' · Trần Tấn Đông 16' · Phan Thành Nguyện 34' |

| Thái Sơn Nam | 9–1     | Thái Sơn Bắc    |
| --- | ------- | --------------- |
| Trần Long Vũ 2', 18', 19' · Lê Quốc Nam 3', 11' · Nguyễn Bảo Quân 14' · Trần Văn Vũ 14', 19' · Phùng Trọng Luân 18' | Youtube | Vũ Ngọc Lân 18' |

| Sanna KH                                                                           | 4–2     | Sanatech KH                            |
| ---------------------------------------------------------------------------------- | ------- | -------------------------------------- |
| Đặng Phước Hạnh 6' · Nguyễn Đình Thanh 20' · Mai Thành Đạt 22' · Phan Khắc Chí 31' | Youtube | Lê Thế Cường 11' · Trần Quang Toàn 21' |

| Cao Bằng                                                                                              | 6–0     | Hoàng Thư |
| --- | ------- | --------- |
| Đặng Phi Tiến 1' · Phạm Thành Đạt 9' · Chu Văn Tiến 19', 29' · Bùi Kim Hải Âu 35' · Nie Kdăm Yzen 40' | Youtube |           |

- Báo cáo lượt trận 1: VFF

| Thái Sơn Bắc                                                                     | 4–0     | Tân Hiệp Hưng |
| -------------------------------------------------------------------------------- | ------- | ------------- |
| Nguyễn Anh Sơn 12' · Trần Quang Duy 13' · Bùi Minh Quang 24' · Phạm Tấn Phát 26' | Youtube |               |

| Thái Sơn Nam                                        | 2–3     | Sài Gòn F.C.                                                       |
| --------------------------------------------------- | ------- | ------------------------------------------------------------------ |
| Trần Long Vũ 23' · Đặng Phạm Ngọc Tùng 24' (p.l.n.) | Youtube | Nguyễn Hữu Thắng 11' · Nguyễn Võ Hoàng Phú 27' · Trần Chí Nhật 28' |

| Hoàng Thư                                                                         | 4–0     | Sanatech KH |
| --------------------------------------------------------------------------------- | ------- | ----------- |
| Mai Đăng Phước 15' · Trần Văn Trung 17' · Nguyễn Anh Duy 34' · Huỳnh Văn Phúc 39' | Youtube |             |

| Sanna KH                                           | 4–1     | Cao Bằng            |
| -------------------------------------------------- | ------- | ------------------- |
| Nguyễn Thanh Hùng 7' · Phan Khắc Chí 17', 30', 31' | Youtube | Dương Ngọc Linh 34' |

- Báo cáo lượt trận 2: VFF

| Sanatech KH               | 2–1     | Cao Bằng               |
| ------------------------- | ------- | ---------------------- |
| Ê Ban 24' · Hữu Thành 40' | Youtube | Hữu Thành 26' (p.l.n.) |

| Sài Gòn F.C.                                                       | 5–2     | Thái Sơn Bắc           |
| ------------------------------------------------------------------ | ------- | ---------------------- |
| Công Hải 14', 25' · Hữu Thắng 29' · Trần Quang 30' · Thái Châu 38' | Youtube | Quốc Huy · Tuấn Vũ 34' |

| Tân Hiệp Hưng                 | 2–3     | Thái Sơn Nam                                                        |
| ----------------------------- | ------- | ------------------------------------------------------------------- |
| Cổ Trí Kiệt 24' · Đắc Huy 40' | Youtube | Trần Thái Huy 14' · Phùng Trọng Luân 23' · Cổ Trí Kiệt 30' (p.l.n.) |

| Hoàng Thư | 0–2     | Sanna KH                      |
| --------- | ------- | ----------------------------- |
|           | Youtube | Tuấn Anh 13' · Thanh Hùng 25' |

- Báo cáo lượt trận 3: Thai Son Nam Futsal Club[liên kết hỏng]

| Thái Sơn Bắc                       | 2–3     | Hoàng Thư                                           |
| ---------------------------------- | ------- | --------------------------------------------------- |
| Nguyễn Thành Tín 37' · Tuấn Vũ 40' | Youtube | Phan Thành Tín 2' · Trần Văn Trung 5' · Lê Tuấn 24' |

| Thái Sơn Nam                                                             | 4–4     | Cao Bằng                                                      |
| ------------------------------------------------------------------------ | ------- | ------------------------------------------------------------- |
| Phùng Trọng Luân 5' · Ngô Ngọc Sơn 6' · Mạnh Dũng 15' · Trần Long Vũ 19' | Youtube | Dương Ngọc Linh 19', 27' · Bùi Kim Hải Âu 24' · Đăng Hưng 40' |

| Sanatech KH                                                     | 5–4     | Tân Hiệp Hưng                                               |
| --------------------------------------------------------------- | ------- | ----------------------------------------------------------- |
| Quốc Bảo 2', 32' · Ê Ban 5' · Y Nghĩa 25' · Trần Quang Toàn 28' | Youtube | Anh Tài 11' · Quý Sang 19' · Cổ Trí Kiệt 34' · Công Hải 40' |

| Sanna KH                                                                        | 4–2     | Sài Gòn F.C.                        |
| ------------------------------------------------------------------------------- | ------- | ----------------------------------- |
| Phan Khắc Chí 12' · Nguyễn Thanh Hùng 19' · Đặng Phước Hạnh 30' · Văn Thanh 36' | Youtube | Đặng Phạm Ngọc Tùng 6' · Hoàng Minh |

- Báo cáo lượt trận 4: Thai Son Nam Futsal Club[liên kết hỏng]
- Báo cáo T25: Pháp Luật Online
- Báo cáo T26: dantri.com.vn

| Thái Sơn Nam                   | 2–1     | Sanna KH          |
| ------------------------------ | ------- | ----------------- |
| Lê Quốc Nam 3' · Danh Phát 15' | Youtube | Mai Thành Đạt 17' |

| Tân Hiệp Hưng | 1–1     | Hoàng Thư          |
| ------------- | ------- | ------------------ |
| Thất Dinh 15' | Youtube | Mai Đăng Phước 40' |

| Cao Bằng            | 1–1     | Sài Gòn F.C.            |
| ------------------- | ------- | ----------------------- |
| Dương Ngọc Linh 39' | Youtube | Nguyễn Võ Hoàng Phú 38' |

| Thái Sơn Bắc | 2–1     | Sanatech KH     |
| ------------ | ------- | --------------- |
| Vũ Đức Tùng  | Youtube | Trần Quang Toàn |

| Tân Hiệp Hưng | 9–4     | Sanna KH                                                         |
| --- | ------- | ---------------------------------------------------------------- |
| Cổ Trí Kiệt 17' (ph.đ.10m), 20' (ph.đ.10m), 29' · Đình Phong 18' · Trường Giang 22' · Quang Vinh 31', 36' · Tấn Đông 32', 38' | Youtube | Phan Khắc Chí 12' (ph.đ.6m), 40' · Anh Tuấn 30' · Phước Hạnh 39' |

| Sài Gòn F.C.                  | 2–7      | Sanatech KH                                                      |
| ----------------------------- | -------- | ---------------------------------------------------------------- |
| Văn Trung 22' · Hữu Thắng 36' | Chi tiết | Y Nghĩa 4', 37' · Trần Tuyên 12', 22', 31' · Quang Toàn 14', 35' |

| Hoàng Thư     | 1–6     | Thái Sơn Nam |
| ------------- | ------- | --- |
| Ngọc Luận 36' | Youtube | Danh Phát 5' · Trần Văn Vũ 19' · Phùng Trọng Luân 26' · Xuân Minh 31' (p.l.n.) · Ngô Đình Thuận 38' · Trần Long Vũ 40' |

| Cao Bằng           | 1–0      | Thái Sơn Bắc |
| ------------------ | -------- | ------------ |
| Phạm Thành Đạt 40' | Chi tiết |              |

| Sài Gòn F.C.                                 | 3–1      | Hoàng Thư    |
| -------------------------------------------- | -------- | ------------ |
| Công Hải 24' · Chí Nhật 28' · Hoàng Minh 29' | Chi tiết | Minh Hải 20' |

| Sanatech KH    | 1–4      | Thái Sơn Nam                                                                |
| -------------- | -------- | --------------------------------------------------------------------------- |
| Quang Toàn 23' | Chi tiết | Trần Văn Vũ 15' (ph.đ.10m) · Thất Phi 17' · Danh Phát 20' · Lê Quốc Nam 34' |

| Sanna KH                          | 2–5     | Thái Sơn Bắc                                                          |
| --------------------------------- | ------- | --------------------------------------------------------------------- |
| Phan Khắc Chí 30' · Trung Nam 36' | Youtube | Dương Anh Tùng 8' · Quang Duy 21', 26' · Minh Quang 23' · Tuấn Vũ 35' |

| Cao Bằng | 5–5      | Tân Hiệp Hưng                                                                                     |
| --- | -------- | ------------------------------------------------------------------------------------------------- |
| Nguyễn Phước Quý Sang (Phản lưới nhà)' (p.l.n.) · Chu Văn Tiến · Bùi Kim Hải Âu · Nguyễn Văn Trung · Lý Đăng Hưng | Chi tiết | Phan Trần Nhựt Nam · Nguyễn Phước Quý Sang · Nguyễn Trường Giang · Nguyễn Đắc Huy · Trần Tấn Đông |

### Lượt về
| Tân Hiệp Hưng                     | 3–3     | Sài Gòn F.C.                                   |
| --------------------------------- | ------- | ---------------------------------------------- |
| Quang Vinh 36' · Đắc Huy 20', 40' | Kết quả | Hồng Kông 29' · Thái Châu 29' · Hoàng Phúc 32' |

| Thái Sơn Bắc  | 1–5     | Thái Sơn Nam                                                 |
| ------------- | ------- | ------------------------------------------------------------ |
| Thành Tín 16' | Kết quả | Trần Văn Vũ 1', 34' · Lâm Tấn Phát 10', 36' · Vũ Xuân Du 22' |

| Sanatech KH                                  | 3–6     | Sanna KH                                                                    |
| -------------------------------------------- | ------- | --------------------------------------------------------------------------- |
| Quốc Bảo 10' · Đăng Bảo 32' · Trần Tuyên 33' | Kết quả | Thanh Hùng 2' · Thành Đạt 15', 38' · Trung Nam 36' · Phan Khắc Chí 38', 39' |

| Hoàng Thư                | 2–3      | Cao Bằng                         |
| ------------------------ | -------- | -------------------------------- |
| Minh Hải · Lê Nhật Quang | Trận đấu | Lý Đăng Hưng · Nguyễn Văn Trường |

| Tân Hiệp Hưng                                            | 5–2     | Thái Sơn Bắc     |
| -------------------------------------------------------- | ------- | ---------------- |
| Huynh Trung 34' · Đắc Huy 35', 36' · Quang Vinh 36', 40' | Kết quả | Mạnh Quý 5', 37' |

| Sài Gòn F.C. | 1–3     | Thái Sơn Nam                                           |
| ------------ | ------- | ------------------------------------------------------ |
| Nhất Hội 12' | Kết quả | Trần Văn Vũ 3' · Trần Long Vũ 7' · Phùng Trọng Luân 9' |

| Sanatech KH                   | 2–3     | Hoàng Thư            |
| ----------------------------- | ------- | -------------------- |
| Minh Tuấn 27' · Công Toàn 29' | Kết quả | Anh Duy 5', 21', 40' |

| Cao Bằng | 0–2     | Sanna KH               |
| -------- | ------- | ---------------------- |
|          | Kết quả | Phước Hạnh · Trung Nam |

| Cao Bằng         | 1–7     | Sanatech KH |
| ---------------- | ------- | --- |
| Lý Đăng Hưng 40' | Báo cáo | Nguyễn Quốc Bảo 3' · Y Nghĩa Ê-ban 16' · Nguyễn Văn Hạnh 20', 33' · Trần Hữu Thành 26' · Trần Minh Tuấn 27' · Nguyễn Thành Đạt 38' |

| Thái Sơn Bắc                                                 | 3–1     | Sài Gòn F.C.          |
| ------------------------------------------------------------ | ------- | --------------------- |
| Hoàng Tuấn Vũ 2' · Trần Thanh Trọng 29' · Phùng Mạnh Quý 40' | Báo cáo | Trần Như Nhất Hội 29' |

| Thái Sơn Nam                                                | 4–1     | Tân Hiệp Hưng     |
| ----------------------------------------------------------- | ------- | ----------------- |
| Vũ Xuân Du 11' · Nguyễn Minh Trí 29', 32' · Trần Văn Vũ 39' | Báo cáo | Tôn Thất Dinh 25' |

| Sanna KH                                                            | 4–1     | Hoàng Thư       |
| ------------------------------------------------------------------- | ------- | --------------- |
| Phan Khắc Chí 4', 11' · Đặng Phước Hạnh 36' · Nguyễn Thanh Hùng 40' | Báo cáo | Lê Minh Hải 12' |

| Hoàng Thư          | 1–7     | Thái Sơn Bắc |
| ------------------ | ------- | --- |
| Nguyễn Anh Duy 14' | Báo cáo | Nguyễn Thành Tín 22', 38' · Phùng Mạnh Quý 28' · Nguyễn Văn Quốc Huy 33' · Vũ Đức Tùng 34' · Phạm Tấn Phát 38' · Vũ Ngọc Lân 39' |

| Cao Bằng                                 | 2–5     | Thái Sơn Nam                                                    |
| ---------------------------------------- | ------- | --------------------------------------------------------------- |
| Nguyễn Văn Trường 20' · Chu Văn Tiến 31' | Báo cáo | Ngô Ngọc Sơn 5' · Nguyễn Minh Trí 7', 15', 38' · Vũ Xuân Du 22' |

| Tân Hiệp Hưng      | 1–1     | Sanatech KH         |
| ------------------ | ------- | ------------------- |
| Nguyễn Đắc Huy 25' | Báo cáo | Nguyễn Quốc Bảo 31' |

| Sài Gòn F.C.    | 1–1     | Sanna KH           |
| --------------- | ------- | ------------------ |
| Lê Công Hải 29' | Báo cáo | Trần Văn Thanh 13' |

| Sanna KH           | 1–1     | Thái Sơn Nam        |
| ------------------ | ------- | ------------------- |
| Đặng Phước Hạnh 9' | Báo cáo | Nguyễn Minh Trí 14' |

| Hoàng Thư          | 1–7     | Tân Hiệp Hưng |
| ------------------ | ------- | --- |
| Trần Ngọc Luân 20' | Báo cáo | Nguyễn Đắc Huy 2', 40' · Tôn Thất Dinh 11' · Phan Trần Nhựt Nam 15' · Phạm Huỳnh Trung 18' · Nguyễn Trường Giang 22' · Trịnh Quang Vinh 36' |

| Sài Gòn F.C.                                                                                                  | 7–8     | Cao Bằng |
| --- | ------- | --- |
| Trần Chí Nhật 8', 11', 30' · Lê Công Hải 18' · Nguyễn Hồng Kông 18' · Trần Văn Trung 19' · P.Trương H.Nam 29' | Báo cáo | Lý Đăng Hưng 2', 25', 31', 31', 39' · Lưu Nhất Tiến 26' · Nguyễn Võ H.Phú 37' (p.l.n) · Dương Ngọc Linh 38' |

| Sanatech KH                                                                             | 5–1     | Thái Sơn Bắc         |
| --------------------------------------------------------------------------------------- | ------- | -------------------- |
| Y Nghĩa Ê Ban 1', 23' · Nguyễn Văn Hạnh 30' · Trần Quang Toàn 38' · Nguyễn Quốc Bảo 40' | Báo cáo | Nguyễn Thành Tín 18' |

| Sanna KH | 0–0     | Tân Hiệp Hưng |
| -------- | ------- | ------------- |
|          | Báo cáo |               |

| Sanatech KH                                                     | 7–1     | Sài Gòn F.C. |
| --------------------------------------------------------------- | ------- | ------------ |
| Quốc Bảo 3', 21' · Trần Tuyên 24', 30', 34' · Hồng Quý 32', 37' | Báo cáo | Chí Nhật 2'  |

| Thái Sơn Nam                                                                      | 7–2      | Hoàng Thư                   |
| --------------------------------------------------------------------------------- | -------- | --------------------------- |
| Tôn Thất Phi · Vũ Xuân Du · Mạnh Dũng · Ngô Ngọc Sơn · Lâm Tấn Phát · Trần Văn Vũ | Trận đấu | Nhật Quang · Mai Đăng Phước |

| Thái Sơn Bắc                        | 3–3      | Cao Bằng                        |
| ----------------------------------- | -------- | ------------------------------- |
| Tuấn Vũ · Lê Đức Hiếu · Vũ Đức Tùng | Trận đấu | Dương Ngọc Linh · Đặng Phi Tiến |

| Hoàng Thư | 0–9      | Sài Gòn F.C.                                                                                         |
| --------- | -------- | --- |
|           | Trận đấu | Nguyễn Hồng Kông · Nhất Hội · Hoàng Minh · Trần Quang · Chí Nhật · Nguyễn Hữu Thắng · Trần Văn Trung |

| Tân Hiệp Hưng | 8–4      | Cao Bằng                     |
| --- | -------- | ---------------------------- |
| Lý Đăng Hưng ?' (p.l.n.) · Phạm Huỳnh Trung · Cổ Trí Kiệt · Đặng Anh Tài · Phạm Đình Phong · Nguyễn Trường Giang · Tôn Thất Dinh · Quý Sang | Trận đấu | Lưu Nhất Tiến · Lý Đăng Hưng |

| Thái Sơn Bắc   | 1–4      | Sanna KH                                                    |
| -------------- | -------- | ----------------------------------------------------------- |
| Phùng Mạnh Quý | Trận đấu | Nguyễn Quốc Hiền · Lê Anh Tuấn · Trung Nam · Trần Văn Thanh |

| Thái Sơn Nam     | 1–1     | Sanatech KH  |
| ---------------- | ------- | ------------ |
| Tôn Thất Phi 11' | Báo cáo | Quốc Bảo 23' |

### Cầu thủ ghi bàn (Giai đoạn 2)
13 bàn
- Đăng Hưng

12 bàn
- Phan Khắc Chí

9 bàn
- Quốc Bảo
- Đắc Huy
- Trần Văn Vũ

8 bàn
- Y Nghĩa Ê-ban

7 bàn
- Dương Ngọc Linh
- Trần Quang Toàn
- Trần Tuyên
- Trần Chí Nhật
- Cổ Trí Kiệt
- Trần Long Vũ

6 bàn
- Đặng Phước Hạnh
- Quang Vinh
- Nguyễn Minh Trí

5 bàn
- Nguyễn Anh Duy
- Nguyễn Thanh Hùng
- Công Hải
- Mạnh Quý
- Nguyễn Thành Tín
- Tuấn Vũ
- Phùng Trọng Luân

4 bàn
- Trung Nam
- Nhất Hội
- Hoàng Minh
- Nguyễn Hữu Thắng
- Thất Dinh
- Trần Tấn Đông
- Trường Giang
- Vũ Đức Tùng
- Vũ Xuân Du
- Lê Quốc Nam
- Thất Phi

3 bàn
- Bùi Kim Hải Âu
- Chu Văn Tiến
- Minh Hải
- Mai Đăng Phước
- Văn Thanh
- Nguyễn Văn Hạnh
- Trần Văn Trung
- Hồng Kông
- Quý Sang
- Đặng Anh Tài
- Huỳnh Trung
- Trần Quang Duy
- Danh Phát
- Lâm Tấn Phát
- Ngô Ngọc Sơn

2 bàn
- Phạm Thành Đạt
- Lưu Nhất Tiến
- Đặng Phi Tiến
- Nguyễn Văn Trường
- Mai Thành Đạt
- Anh Tuấn
- Ngọc Luận
- Lê Nhật Quang
- Hồng Quý
- Hữu Thành
- Minh Tuấn
- Thái Châu
- Nguyễn Võ Hoàng
- Trần Quang
- Văn Trung
- Nhựt Nam
- Đình Phong
- Quốc Huy
- Vũ Ngọc Lân
- Phạm Tấn Phát
- Bùi Minh Quang
- Mạnh Dũng

1 bàn
- Văn Trung
- Nie Kdăm Yzen
- Huỳnh Văn
- Phan Thành Tín
- Đăng Báo
- Thành Đạt
- Lê Thế Cường
- Công Toàn
- Tuấn Anh
- Quốc Hiền
- Nguyễn Đình Thanh
- Trương Hoàng Nam
- Hoàng Phúc
- Đặng Phạm Ngọc Tùng
- Phan Thành Nguyện
- Lê Đức Hiếu
- Nguyễn Anh Sơn
- Trần Thanh Trọng
- Dương Anh Tùng
- Nguyễn Bảo Quân
- Ngô Đình Thuận

1 bàn phản lưới nhà
- Đăng Hưng (trong trận gặp  Tân Hiệp Hưng)
- Xuân Minh (trong trận gặp  Thái Sơn Nam)
- Hữu Thành (trong trận gặp  Cao Bằng)
- Nguyễn Võ Hoàng Phú (trong trận gặp  Cao Bằng)
- Đặng Phạm Ngọc Tùng (trong trận gặp  TSN)
- Cổ Trí Kiệt (trong trận gặp  Thái Sơn Nam)
- Quý Sang (trong trận gặp  Cao Bằng)